# 河湾子站
河湾子站是位于吉林省吉林市船营区河湾子镇的一个铁路车站，邮政编码132204。车站建于1920年，有长图铁路经过该站，车站及其上下行区间均未电气化。车站距离长春站86公里，曾隶属沈阳铁路局管辖，是四等站。于2010年6月拆除。